# Heidi Sundblad-Halme

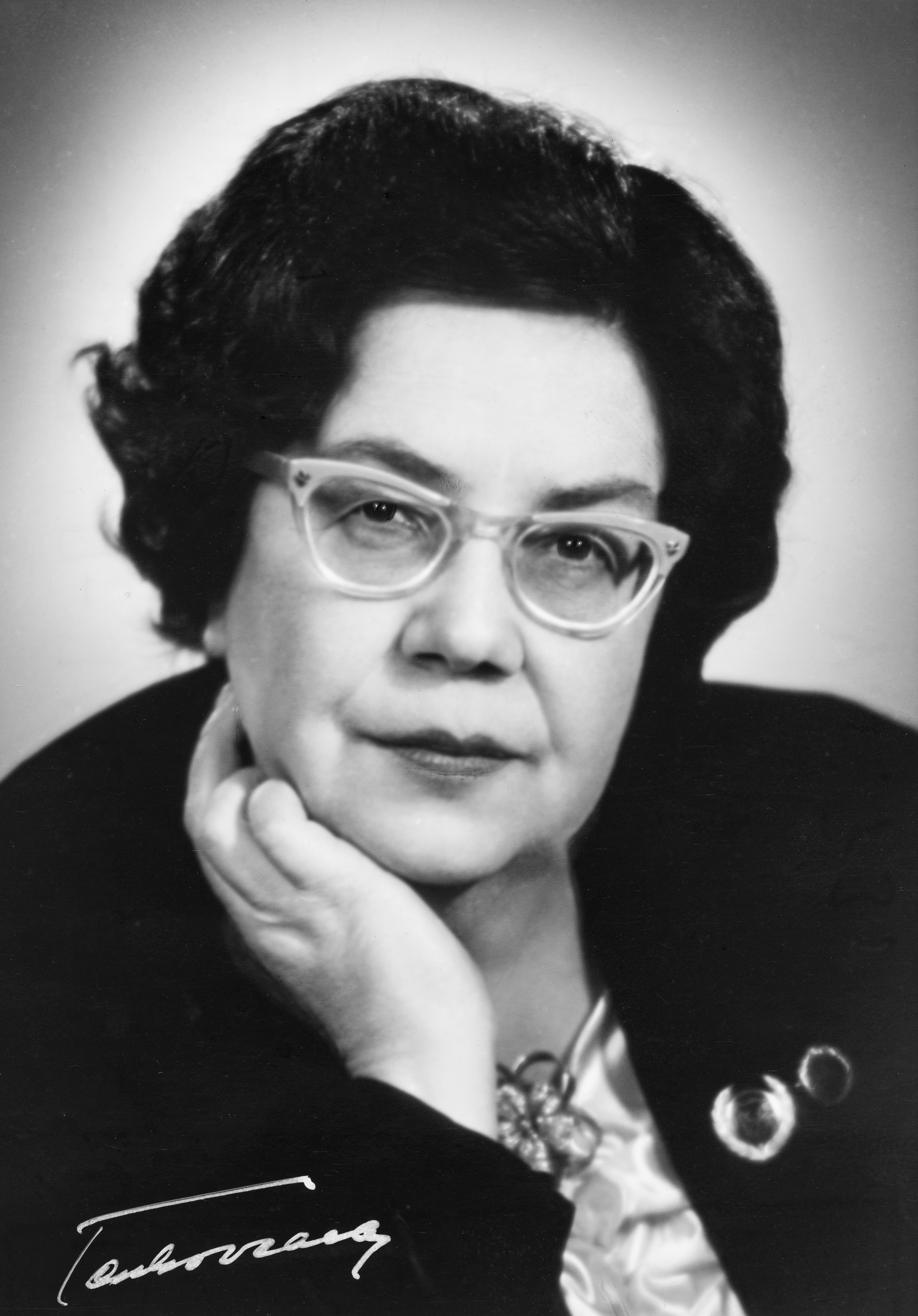
Heidi Sundblad-Halme år 1963.

Heidi Gabriella Wilhelmina Sundblad-Halme, född Sundblad 25 september 1903 i Jakobstad, död 30 april 1973 i Helsingfors, var en finländsk musikpedagog, kompositör och dirigent.
Sundblad, som var dotter till director cantus Henrik Gabriel Sundblad och Anni Wilhelmina Rönning, studerade vid Institutet för unga flickor i Borgå 1922, vid Nykarleby seminarium 1924, vid Sibelius-Akademien 1928–1935 och genomgick dirigeringskurser bland annat för Clemens Krauss i Berlin 1938 och Dean Dixon i Lund 1954.
Sundblad-Halme var musiklärare vid Folkkonservatoriet från 1954 och vid Svenska Arbetarinstitutet från 1957. Hon var även verksam som privat musiklärare och dirigent för Helsingfors damorkester som hon grundade 1938. Hon komponerade symfoniska dikter, orkestersviter, baletten Det förtrollade bältet, orkestersånger, sonater, solosånger, piano-, violin- och cellostycken, melodramer, skolsånger och diverse undervisningsmaterial för musikstudier. Hon grundade även Musikbarnträdgården 1951. Hon tilldelades Pro Finlandia-medaljen 1963.